# Sungkyu
Kim Sung Kyu (en hangul, 김성규; en hanja, 金聖圭; Jeonju, Jeolla del Norte, 28 de abril de 1989), más conocido como Sungkyu, es un cantante, actor, y bailarín surcoreano. Es el líder y uno de los cantantes principales del grupo de seis integrantes INFINITE, que debutó en 2010 bajo la agencia Woollim Entertainment.

## Biografía
Kim Sungkyu nació el 28 de abril de 1989 en Jeonju, Jeolla del Norte, Corea del Sur. Asistió a la Escuela Secundaria Nacional de Jeonju y estaba en una banda de rock de la escuela llamada "Coma Beat." Cuando Sungkyu le dijo a sus padres acerca de su sueño de convertirse en cantante, lo rechazaron porque querían que tuviera una vida normal y dijeron que preferirían que él saliera de la casa en su lugar. Él continuó practicando en secreto y llegó a Seúl sólo para perseguir sus sueños después de graduarse de la escuela secundaria. En 2007, hizo una audición para SM Entertainment, pero no logró pasar, audicionó una vez más en 2008 sólo para fallar de nuevo. Debido a su admiración por la banda de rock Nell, perteneciente a la agencia Woollim Entertainment y bajo la recomendación del director de Nell a quien había conocido casualmente en la cafetería donde trabajó en jornada parcial, con dolor de estómago Sungkyu fue a una audición en dicha compañía y ligeramente los amenazó diciendo: "Si no me escogen, me voy a molestar para siempre." Luego corrió al hospital inmediatamente y se hizo una apendicectomía.

## Carrera

### INFINITE
Debutó en el 2010, como líder y cantante principal.

### Como solista
Sung Kyu fue el primer miembro de Infinite en lanzar un álbum en solitario, titulado "Another Me". Kim Jong Wan de Nell compuso el sencillo "Shine" y fue dado a Sungkyu como regalo. El sencillo fue previamente lanzado el 7 de noviembre. En este álbum, Sungkyu trabajó con Sweetune para crear un moderno Rock, llamado "60 seconds" (60 segundos). Para la filmación del MV, su compañero de Infinite L interpretó al personaje principal. Sunggyu también participó personalmente por escrito en la letra de su sencillo "41 Days". A pesar de un período de promoción corta de a penas tres semanas, el álbum fue bien recibido y se convirtió en el álbum más vendido físicamente para el mes de noviembre, con 62.958 copias vendidas. El álbum ocupa el puesto #22 de lista de álbumes físicos anual de Gaon Chart's de 2012.

## Discografía

### Sencillo
Kim Sung Kyu
- 7/11/2012: Shine

### Miniálbum
Another Me (2012)
- 60 Seconds
- I Need You
- 눈물만 (Only Tears) (Acoustic Ver.).
- Shine
- 41 days

27 (2015)
- The Answer
- Alive
- Kontrol
- Daydream (feat. Borderline: Tablo, Jong Wan)
- Reply (feat. Park Youn-ha)

### Álbum de Estudio
10 Stories (2018)

## Filmografía

### Serie de televisión
| Año  | Título             | Tipo  | Cadena de TV | Rol              |
| ---- | ------------------ | ----- | ------------ | ---------------- |
| 2012 | The Thousandth Man | Drama | MBC          | Él mismo (Cameo) |
| 2013 | Pure Love          | Drama | KBS          | Lee Hoon (Joven) |

### Programas de televisión
| Año             | Título                                        | Cadena      | Notas                                                                |
| --------------- | --------------------------------------------- | ----------- | -------------------------------------------------------------------- |
| 2010            | Infinite! You Are My Oppa                     | Mnet        | Predebut reality show                                                |
| 2010            | Children of the Night                         | MBC         | Invitado, episodio 1-4                                               |
| 2010            | Scandal                                       | Mnet        | Invitado                                                             |
| 2011            | Director's Cut                                | Mnet        | Invitado                                                             |
| 2011            | Weekly Idol                                   | MBC Every 1 | MC for Infinite's Jeju Island Special and Tasty episode              |
| 2011            | Infinite's Sesame Player                      | Mnet        | Infinite reality show                                                |
| 2012            | Immortal Song 2                               | KBS 2TV     | Aparecido por 8 episodios                                            |
| 2012            | Miss and Mr. Idol Korea Chuseok Special       | MBC         | Invitado                                                             |
| 2012            | Hello Counselor                               | KBS 2TV     | Invitado                                                             |
| 2012            | Infinite's Ranking King                       | Mnet        | Infinite variety show                                                |
| 2013            | Happy Together 3                              | KBS 2TV     | "Weak Men" episodio                                                  |
| 2013            | Hello Counselor                               | KBS 2TV     | Invitado                                                             |
| 2013            | Lee Soo Geun and Kim Byung Man’s High Society | JTBC        | episodío 45-47 con INFINITE - episodio 62-79 con Shindong            |
| 2013            | The Genius: Rules of the Game                 | TVN         | Reality Program                                                      |
| 2013            | Infinity Challenge                            | MBC         | Summer Variety Camp                                                  |
| 2013            | Running Man                                   | SBS         | Aparencia con Infinite's L                                           |
| 2013            | The Sea I Wanted                              | KBS 2TV     | Pilot show                                                           |
| 2013            | Emergency Escape No. 1                        | KBS 2TV     | Invitado                                                             |
| 2014            | Running Man                                   | SBS         | Episodio 179, 180 & 201                                              |
| 2014            | Hello Counselor                               | KBS 2TV     | Invitado                                                             |
| 2014            | This Is Infinite                              | Mnet        | Infinite variety show                                                |
| 2014            | The Genius: Rule Breaker                      | TVN         | Invitado (Episodio 9)                                                |
| 2014            | Happy Together 3                              | KBS 2TV     | Invitado                                                             |
| 2014            | We Got Married                                | MBC         | Invitado                                                             |
| 2014            | Crime Scene Season 1                          | JTBC        | Invitado, episodio 7                                                 |
| 2014            | The King of Food                              | KBS 2TV     | Invitado                                                             |
| 2014            | Vitamin                                       | KBS 2TV     | Invitado, episodio 539                                               |
| 2014            | 4 Things Show                                 | Mnet        | Invitado, episodio 14                                                |
| 2015            | Fluttering India                              | KBS 2TV     | miembro - junto a con Choi Min-ho, Lee Jong-hyun, Cho Kyuhyun y Suho |
| 2015            | Yu Huiyeol's Sketchbook                       | KBS 2TV     | Invitado con Yoon Sang                                               |
| 2015            | After School Club                             | Arirang TV  | Invitado, episodío 160                                               |
| 2015            | Weekly Idol                                   | MBC Every 1 | Invitado, episodío 190                                               |
| 2015            | Yu Huiyeol's Sketchbook                       | KBS 2TV     | Invitado                                                             |
| 2015            | Hello Counselor                               | KBS 2TV     | Invitado                                                             |
| 2015            | Heart A Tag                                   | Mnet        | Invitado, episodío 6                                                 |
| 2015            | Please Take Care of My Refrigerator           | JTBC        | Invitado, episodío 32 & 33                                           |
| 2015            | Radio Star                                    | MBC         | Invitado                                                             |
| 2015            | We Got Married                                | MBC         | Invitado                                                             |
| 2015            | Witch Hunt                                    | JTBC        | Invitado, episodío 105                                               |
| 2015            | Searching For Sugar Man                       | JTBC        | Invitado, episodío 2                                                 |
| 2015            | Yu Huiyeol's Sketchbook                       | KBS 2TV     | Invitado, episodío 253                                               |
| 2015            | A Song For You 4                              | KBS         | Invitado, episodío 4                                                 |
| 2015            | Youth Express                                 | KBS         | Invitado                                                             |
| 2015            | Weekly Idol                                   | MBC Every 1 | Presentador Especial ep. 229, 230                                    |
| 2017            | Living Together in Empty Room                 | MBC         | (Ep. 21 - presente) - miembro                                        |
| 2021 - presente | Wild Idol                                     | MBC         | [ 6 ]                                                                |

### Aparición en vídeos musicales
| Año  | Canción                  | Artista     |
| ---- | ------------------------ | ----------- |
| 2010 | Run                      | Epik High   |
| 2013 | BAAAM                    | Dynamic Duo |
| 2013 | What U Want              | Kanto       |
| 2014 | Goodnight Like Yesterday | Lovelyz     |

### Doblaje
| Año  | Título     | Cadena de TV | Rol      |
| ---- | ---------- | ------------ | -------- |
| 2011 | Wara Store | Tooniverse   | Él mismo |

### Musicales de teatro
| Año  | Título            | Rol                           |
| ---- | ----------------- | ----------------------------- |
| 2012 | Gwanghamun Sonata | Jiyoung (rol principal)       |
| 2014 | Vampire           | Count Dracula (rol principal) |
| 2015 | In the Heights    | Benny (rol principal)         |

## Anuncios
- Samsung "GALAXY PLAYER"
- FILA
- NatuurPOP
- NIKE 1st Look
- Pepsi
- Diesel Watch